# Mniobia granulosa
Mniobia granulosa är en hjuldjursart som beskrevs av Bartos 1940. Mniobia granulosa ingår i släktet Mniobia och familjen Philodinidae. Inga underarter finns listade i Catalogue of Life.